# Slavjantsi
Slavjantsi (bulgariska: Славянци) är ett distrikt i Bulgarien.   Det ligger i kommunen Obsjtina Sungurlare och regionen Burgas, i den östra delen av landet, 280 km öster om huvudstaden Sofia.
Omgivningarna runt Slavjantsi är en mosaik av jordbruksmark och naturlig växtlighet. Runt Slavjantsi är det glesbefolkat, med 18 invånare per kvadratkilometer.